# Хусейнбашич, Денис
Де́нис Хусейнба́шич (нем. и босн. Denis Huseinbašić; родился 3 июля 2001 года, Эрбах, Германия) — немецко-боснийский футболист, полузащитник клуба «Кёльн» и сборной Боснии и Герцеговины.

## Клубная карьера
Денис Хусейнбашич — воспитанник футбольных клубов «Дармштадт 98», «Айнтрахт Франкфурт» и «Киккерс Оффенбах». За последних дебютировал в матче против «Балингера». Свой первый гол забил в ворота «Хомбурга». В матче против футбольного клуба «Шотт Майнц» забил гол и отдал две голевые передачи. Из-за травмы лодыжки пропустил 15 дней. В матче против «Франкфурта» оформил хет-трик. Всего за клуб сыграл 62 матча, где забил 9 мячей и отдал 7 голевых передач.
1 июля 2022 года за 50 тысяч евро перешёл в «Кёльн». За резервную команду дебютировал в матче против «Шальке 04 II», где забил гол. За клуб дебютировал в матче против «Вольфсбурга». Свой первый гол забил в ворота «Боруссии Мёнхенгладбах». Из-за болезни пропустил 5 дней.

## Карьера в сборной
За молодёжную сборную Германии дебютировал в матче против Италии, где забил гол.

## Достижения
- Обладатель кубка Гессена: 2021/22